# Gnatholepis
Gnatholepis és un gènere de peixos de la família dels gòbids i de l'ordre dels perciformes.

## Taxonomia
- Gnatholepis anjerensis (Bleeker, 1851)
- Gnatholepis cauerensis (Bleeker, 1853)[2]
  - Gnatholepis cauerensis cauerensis (Bleeker, 1853)
  - Gnatholepis cauerensis australis (Randall & Greenfield, 2001)
  - Gnatholepis cauerensis hawaiiensis (Randall & Greenfield, 2001)
  - Gnatholepis cauerensis pascuensis (Randall & Greenfield, 2001)
- Gnatholepis davaoensis (Seale, 1910)
- Gnatholepis gymnocara (Randall & Greenfield, 2001)[3]
- Gnatholepis thompsoni (Jordan, 1904)[4]
- Gnatholepis volcanus (Herre, 1927)
- Gnatholepis yoshinoi (Suzuki & Randall, 2009)[5][6][7][8][9][10][11]